# ستايسي دين كامبل
ستايسي دين كامبل (بالإنجليزية: Stacy Dean Campbell)‏ هو مغن مؤلف أمريكي، ولد في 27 يوليو 1967.

## وصلات خارجية
- ستايسي دين كامبل على موقع ميوزك برينز (الإنجليزية)
- ستايسي دين كامبل على موقع ديسكوغز (الإنجليزية)